# 굿 나잇 (영화)
《굿 나잇》(영어: The Good Night)은 2007년 개봉한 판타지 코미디 영화이다. 제이크 팰트로의 장편 영화 감독 데뷔작이며, 누나 귀네스 팰트로, 마틴 프리먼, 페넬로페 크루스 등이 출연하였다.
이 영화는 2007년 1월 25일 제23회 선댄스 영화제에서 상영되었으며, 2007년 10월 5일 미국에서 한정 개봉되었다.

## 줄거리
한때 밴드에서 키보드를 연주하며 상업적인 성공을 거두었던 게리 섈러는 현재 옛 밴드 동료 폴의 밑에서 광고 음악을 만드는 일을 하고 있다. 게리는 아내 도라와의 관계가 점점 나빠지는 등 만족스럽지 못한 삶을 살아가던 중 자각몽에서 매혹적인 여인 아나를 만나게 된다. 아나와 사랑에 빠진 게리는 강렬한 감정을 느끼고, 자각몽에 대해 배우고 관련 수업을 듣는 등 적극적으로 노력한다.
게리는 아나가 실제로 존재하는 인물이라는 것을 알고 폴의 도움으로 현실에서 만나지만, 기대했던 모습과 달라 실망한다. 하지만 게리는 꿈속의 아나에게 더 깊이 빠져들고, 좀 더 잠을 길게 자려고 노력한다. 결국 게리는 도라에게 죄책감을 느끼고 다시 도라에게 돌아가려 하지만 도라에게 가는 길에 교통 사고를 당한다. 영화는 게리가 병원에서 혼수상태에 빠진 채 꿈속 세계에 완전히 몰입된 모습으로 끝을 맺는다.

## 출연진
- 마틴 프리먼 - 게리 섈러 역
- 귀네스 팰트로 - 도라 섈러 역
- 페넬로페 크루스 - 아나 / 멜로디아 역
- 대니 더비토 - 멜 역
- 사이먼 페그 - 폴 역
- 앰버 로즈 실리 - 테리 역
- 스카이 베넷 - 발레리나 소녀 역
- 마이클 갬본 - 앨런 와이거트 역
- 자비스 코커 - 본인 역
- 어맨다 애빙턴 - 비비언 역
- 스티븐 그레이엄 - 빅터 역
- 키스 앨런 - 노먼 역
- 루시 드비토 (크레디트 미기재)